# Ascent
Az ascent a betű azon része, amely a betűvonal felett helyezkedik el.

## Származtatott fogalmak
Ascendernek nevezzük a cap height felett elhelyezkedő vonalat, amely fölé nem nyúlik egyetlen betű sem.